# Paul Beavers
Paul Beavers (sinh ngày 2 tháng 10 năm 1978 ở Hastings, Anh) là một cựu cầu thủ bóng đá thi đấu ở Football League cho Shrewsbury Town, Oldham Athletic, Hartlepool United và Darlington.